# 赤報隊
赤報隊（日语：／ Sekihōtai */?），是日本幕末1868年鳥羽伏見之戰後，由草莽所組成的部隊。主要是為維新軍探路，沿途探聽諸侯的反應，並提供協助，擔任先發部隊的角色。

## 發展
1868年1月9日在江州愛知川的松尾山金剛輪寺組成，大將是綾小路俊實，軍裁兼一番隊隊長是相樂總三，二番隊隊長是铃木三树三郎，三番隊隊長是油川鍊三郎，參謀是山科能登之介，隊士約三百人。
任務是擔任新政府軍的嚮導。組成後沒多久就於18日從松之尾山出發，沿途要求各藩歸順新政府並以桑名城為目標。可是因為桑名藩的留守家臣也降伏了，於是赤報隊進擊的路線從東海道改為東山道，相樂的一番隊並於22日自美濃岩水出發。
由于赤报队沿途向农民宣传新政府承诺归顺即可“年贡减半”——这是赤报队在出发前获得其上层首肯的政治口号。而关东讨伐的进展过于迅速，让新政府立刻决定抛弃这一许诺和赤报队自身，在2月下旬开始出现赤报队是“伪官军”以及存在劫掠、勒索等不法行为的谣言，同时由新政府组织的二番隊及三番隊被召回到京都，得知這個消息的相樂一番隊被信州諸藩當成「偽官軍」攻擊，相樂自身则在离队前往东山道总督府进行申诉时在下諏訪宿被捕，3月3日，相樂等八人被東山道官軍就地處以死刑。
在一番隊被消滅之後，二番隊及三番隊改名為「徵兵七番隊」參與越後、會津方面的戰鬥。

## 註解
1. ↑  金剛輪寺位於現今滋賀縣愛知郡愛莊町
2. ↑  桑名城位於現今三重縣桑名市。
3. ↑  下諏訪宿位於現今長野縣諏訪郡下諏訪町